# Turboweekend
 Der er for få eller ingen kildehenvisninger i denne artikel, hvilket er et problem. Du kan hjælpe ved at angive troværdige kilder til de påstande, som fremføres i artiklen.

Turboweekend er et dansk synthesizer rockband, der eksisterede fra 2006-2018 og genopstod i 2024. Det blev dannet af de tre barndomsvenner Martin Øhlers Petersen, Silas Bjerregaard og Morten Køie. Anders Stig Møller spillede med bandet fra 2011-2018 (2009-11 som livemedlem).

## Historie

### Night Shift(2006–2008)
"Into You", bandets første P3-hit, blev indspillet i begyndelsen af 2006, og Turboweekend spillede debutkoncert i april 2006 på Vesterbro-spillestedet "Basement". I løbet af 2006 blev bandet booket flere gange til fester i det københavnske natteliv og populariteten afstedkom, at bandet blev booket til Roskilde Festival 2007. Debutalbummet Night Shift udkom den 1. oktober 2007 på Copenhagen Records. Radiosingler var P3-storhittet "Into You" og senere "Wash Out" og "Glowing Vision". I 2008 spillede bandet til P3 Guld og var endvidere nomineret til Årets Nye Navn ved både P3 Guld og Zulu Awards. I midten af 2008 begyndte bandet at arbejde på deres andet album. Den senere førstesingle After Hours fik premiere på årets Skanderborg Festival.

### Ghost of a Chance & Bound ep(2009–2011)
Turboweekends andet album Ghost of a Chance udkom 23. marts 2009 på Mermaid Records. Forinden udkom førstesinglen "After Hours" i november 2008. I april 2009 udkom andensinglen "Something Or Nothing" og i september "Holiday".
Ghost Of A Chance blev bandets gennembrud, og sikrede dem blandt andet en nominering til P3 Prisen ved P3 Guld 2010.
Den 16. oktober 2009 udkom Ghost Of A Chance i Tyskland og Schweiz og i 2010 i Polen på Sony Music. Førstesinglen "Trouble Is" gik nummer ét på de tyske universitetsradioers playliste.
I foråret 2010 spillede Turboweekend to udsolgte dobbelt-koncerter med When Saints Go Machine på spillestedet Store Vega i København. Kort forinden blev et remix af "Trouble Is" fra den hollandske DJ Tiësto udgivet, og sikrede bandet stor omtale.
Ghost Of A Chance blev genudgivet i juni 2010 med en extra CD som bl.a. indeholdt live-materiale, remix samt et nyt nummer "De Brikker Der Aldrig Faldt På Plads" med Steffen Brandt fra TV-2 som gæst.
I juli 2010 spillede bandet koncert på årets Roskilde Festival. Samtidig gik "Trouble Is" nr. 1 i Polen og ved årets udgang var nummeret det 8. mest spillede på den polske radiostation Eska Rock.
Den 10. november 2010 udgav bandet den gratis EPBound via deres hjemmeside. Turboweekend var blandt de fem nominerede til MTV Europe Music Awards Best Danish Act ved showet i Madrid i november 2010. Ved Gaffa Awards den 15. december 2010 vandt Turboweekend deres første award, Årets Hit for "Trouble Is".
Ved P3 Guld den 14. januar 2011 vandt bandet prisen P3 Gennembruddet. Albummet Ghost of a Chance blev certificeret guld i januar 2011 af IFPI for 10.000 solgte eksemplarer , og et par måneder senere spillede de to udsolgte koncerter i Store Vega som hovednavn. I juni 2011 blev "Into You" kåret som den 5. bedste Ugens Uundgåelige nogensinde efter Mew, Tina Dickow, Nephew og Kashmir, da P3 fejrede sin Ugens Uundgåelige nummer 1000. Bandet indspillede en minimalistisk version af sangen i P3s lille studie på Northside Festival den 12. juni 2011.
Ved Danish Music Awards 5. november 2011, var bandet nomineret til prisen som Årets Innovatør for deres arbejde med at involvere fans i remix, musikvideoer og artwork i forbindelse ned Bound-ep'en. De vandt prisen for Årets Danske Livenavn ved samme show. Anders Stig Møller som tidligere kun havde fungeret som live-medlem, kom fuldgyldigt med i bandet.

### Fault Lines & Shadow Sounds ep(2012–2013)
I februar 2012 blev det offentliggjort, at bandet havde skrevet kontakt med pladeselskabet EMI (nu Parlophone) for hele Norden. Turboweekend udgav deres tredje studiealbum Fault Lines i Danmark den 25. juni 2012. Første single fra albummet, On My Side, udkom den 30. april, og blev i december 2012 kåret til Årets Uundgåelige på P3 ved lytterafstemning (delt 1.-plads med Rasmus Walter). Albummet gik #1 på den danske albumsalgsliste i udgivelsesugen og blev fulgt op af en danmarksturné samme efterår.
I februar 2013 spillede Turboweekend en håndfuld små intime koncerter i Danmark med et mindre, mere afdæmpet live-setup. På opfordring indspillede de efterfølgende de nye versioner og udgav dem på Shadow Sounds-ep'en i maj 2013, dagen efter en fyldt koncert i Musikhusets store sal til SPOT Festival i Århus.
I april 2013 spillede Turboweekend deres første længere sammenhængende tour udenfor DK, som bestod af 24 koncerter i Holland, Tyskland, Østrig, Schweiz og Polen, og i de efterfølgende måneder fulgte de op med festivalshows i bl.a. Tjekkiet, Ungarn, Schweiz, Tyskland og Holland, foruden danske festivaler som Skive, Nibe, Trailerpark og Smukfest.
Den 6. februar 2018 meddelte gruppen, at den ville blive opløst efter sommerturnéen 2018.
I september 2024 annoncerede gruppen et comeback i starten af 2025 med ny musik og koncerter i Danmarks fire største byer.

## Medlemmer
Silas Bjerregaard (født 1982) er sanger i bandet, og optrådte på Turboweekends første plade Night Shift gik under kunstnernavnet Ivan Skavinsky Skivar, efter en karakter i et digt af Percy French, men ved udgivelsen af bandets anden plade Ghost Of a Chance i foråret 2009, præsenterede medlemmerne i bandet sig ved deres egne navne.
Bjerregarrd har desuden medvirket på udgivelser med The Psyke Project, Holbek, Spejderrobot og engelske Joker.
Martin Øhlers Petersen (født den 28. november 1980) er trommeslager i bandet.
Han har også spillet trommer på sangerinden RebekkaMarias debutalbum Queen Of France, produceret af Troels Abrahamsen, samt medvirket som live-trommeslager for bl.a. Lightwave Empire (ex-Spleen United) og Iris Gold.
Morten Køie (født 1981), tidligere kunstnernavn; Oliver Switchdance, er bassist bandet. Han har fra 2018 udgivet musik under kunstnernavnet Mr. Koifish.

## Tidligere medlemmer
Anders Stig Møller (født 1983), var keyboardspiller i bandet. Siden Turboweekends opløsning 2018 har han medvirket som live-keyboardspiller i bl.a. Dizzy Mizz Lizzy.

## Festivaler
- Roskilde Festival 2007, 2010
- Danmarks Smukkeste Festival 2008, 2009, 2010, 2011, 2012, 2013, 2014, 2015, 2016, 2017, 2018
- SPOT Festival 2008, 2009, 2010, 2013, 2014
- Skive Festival 2010, 2011, 2013
- Nibe Festival 2009, 2010, 2011, 2012, 2013, 2018
- Northside Festival 2010, 2011, 2012, 2014
- Grøn Koncert 2015
- Berlin Festival 2012
- By:Larm (Oslo) 2009, 2011, 2012
- Liverpool Soundcity 2009
- Samsø Festival 2008, 2010, 2015
- Wonderfestiwall 2010, 2012, 2014, 2016
- Kløften Festival 2010, 2011, 2013
- Volt Festival 2013
- Brücken Festival 2013
- New Note Festival 2010, 2014

## Diskografi

### Album
| År                                                             | Album             | Højeste placering | Certificering |
| År                                                             | Album             | DAN               | Certificering |
| -------------------------------------------------------------- | ----------------- | ----------------- | ------------- |
| 2007                                                           | Night Shift       | —                 |               |
| 2009                                                           | Ghost of a Chance | 19                | - Guld        |
| 2012                                                           | Fault Lines       | 1                 |               |
| 2015                                                           | Share My Thunder  | —                 |               |
| "—" marker en udgivelse der ikke opnåede en hitlisteplacering. |                   |                   |               |

### EP'er
- Bound (2010)
- Shadow Sounds (2013)

### Singler
- "Into You" (2007)
- "Wash Out" (2007)
- "Glowing Vision" (2008)
- "After Hours" (2008)
- "Something or Nothing" (2009)
- "Holiday" (2009)
- "Trouble Is" (2009)
- "De brikker der aldrig faldt på plads" (featuring Steffen Brandt) (2010)
- "Now" (featuring Tahita Bulmer) (2010)
- "Into the Pavement" (featuring Casper Clausen) (2011)
- "On My Side" (2012)
- "Neverending" (2012)
- "Be Bab" (tv·2 & Turboweekend) (2012)
- "Fire of the Stampede" (2012)
- "Miles and Miles" (2014)
- "Asking for More" (2015)
- "Disco to Disco" (2015)
- "Slow" (Oh Land & Turboweekend) (2015)

## Priser og nomineringer
| År   | Award                   | Kategori                         | Resultat  |
| ---- | ----------------------- | -------------------------------- | --------- |
| 2013 | Danish Music Awards     | Årets Danske Livenavn            | nomineret |
| 2012 | Danish Music Awards     | Årets Danske Rock Udgivelse      | nomineret |
| 2011 | Danish Music Awards     | Årets Danske Livenavn            | vinder    |
| 2011 | Danish Music Awards     | Årets Innovatør                  | nomineret |
| 2011 | P3 Guld                 | P3 Gennembruddet                 | vinder    |
| 2010 | GAFFA-Prisen            | Årets Hit (Trouble Is)           | vinder    |
| 2010 | MTV Europe Music Awards | Best Danish Act                  | nomineret |
| 2010 | Zulu Awards             | Årets Sanger (Silas Bjerregaard) | nomineret |
| 2010 | P3 Guld                 | P3 Prisen                        | nomineret |
| 2008 | Zulu Awards             | Årets Nye Navn                   | nomineret |
| 2008 | P3 Guld                 | P3 Talentet                      | nomineret |